# Morton Heilig
Morton Leonard Heilig (22 de diciembre de 1926-14 de mayo de 1997) fue un inventor y director de fotografía estadounidense.
Utilizó sus conocimientos sobre cinematografía para y con ayuda fue capaz de desarrollar el Sensorama en 1957, patentándolo en 1962. Es por ello considerado uno de los pioneros de la realidad virtual.

## Como cineasta
Heilig fue el productor, director, escritor, director de fotografía y editor de los cortometrajes Assembly Line (1961) y Destination: Man (1965). Fue productor, director, escritor, director de fotografía y editor del largometraje Once (1974). Dirigió episodios de la serie de televisión Diver Dan (1961). Fue ejecutivo de producción de la película They Shoot Horses Don't They? (1969).
Tras su muerte, Heilig fue enterrado en el Eden Memorial Park Cemetery en Mission Hills, en la ciudad de Los Ángeles.